# Adler-Skistadion
Adler-Skistadion är ett backhoppningskomplex i Hinterzarten, Baden-Württemberg, Tyskland byggt 2005. Den största backen, K-95, som tidigare hette Adlerschanze (numera Rothausschanze via sponsor) byggdes dock redan 1924 men har byggts ut och renoverats ett antal gånger genom åren, senast 1999. De mindre backarna och stadion i sin helhet byggdes 2005. Både K-95 och den mindre backen Europa-Park-Schanze (storlek K-70) är certifierade av Internationella skidförbundet (FIS) för att anordna internationella tävlingar inom sporten. 
Sedan år 2000 har Grand Prix i backhoppning anordnats här varje sommar. 2010 anordnades Juniorvärldsmästerskapen i nordisk skidsport i både backhoppning och nordisk kombination i K-95 backen. Världscupen i backhoppning för kvinnor har dessutom anordnats här flera gånger. Anläggningen ligger djupt i en dal mitt i Schwarzwald och är väl skyddad från vind vilket bidrar till fina förhållanden för backhoppning. Grand Prix tävlingarna i augusti varje sommar brukar få höga publiksiffror.

## Galleri

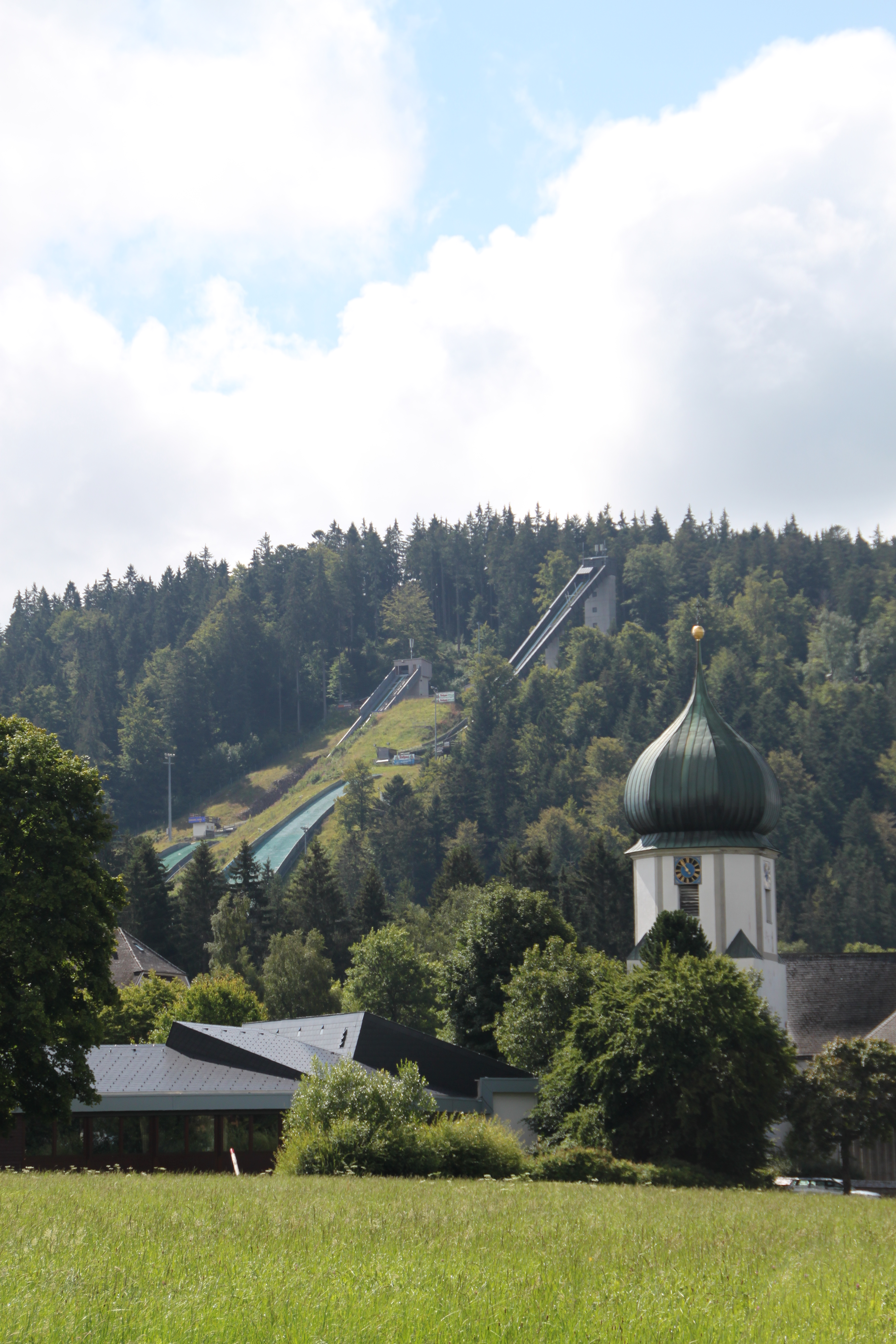
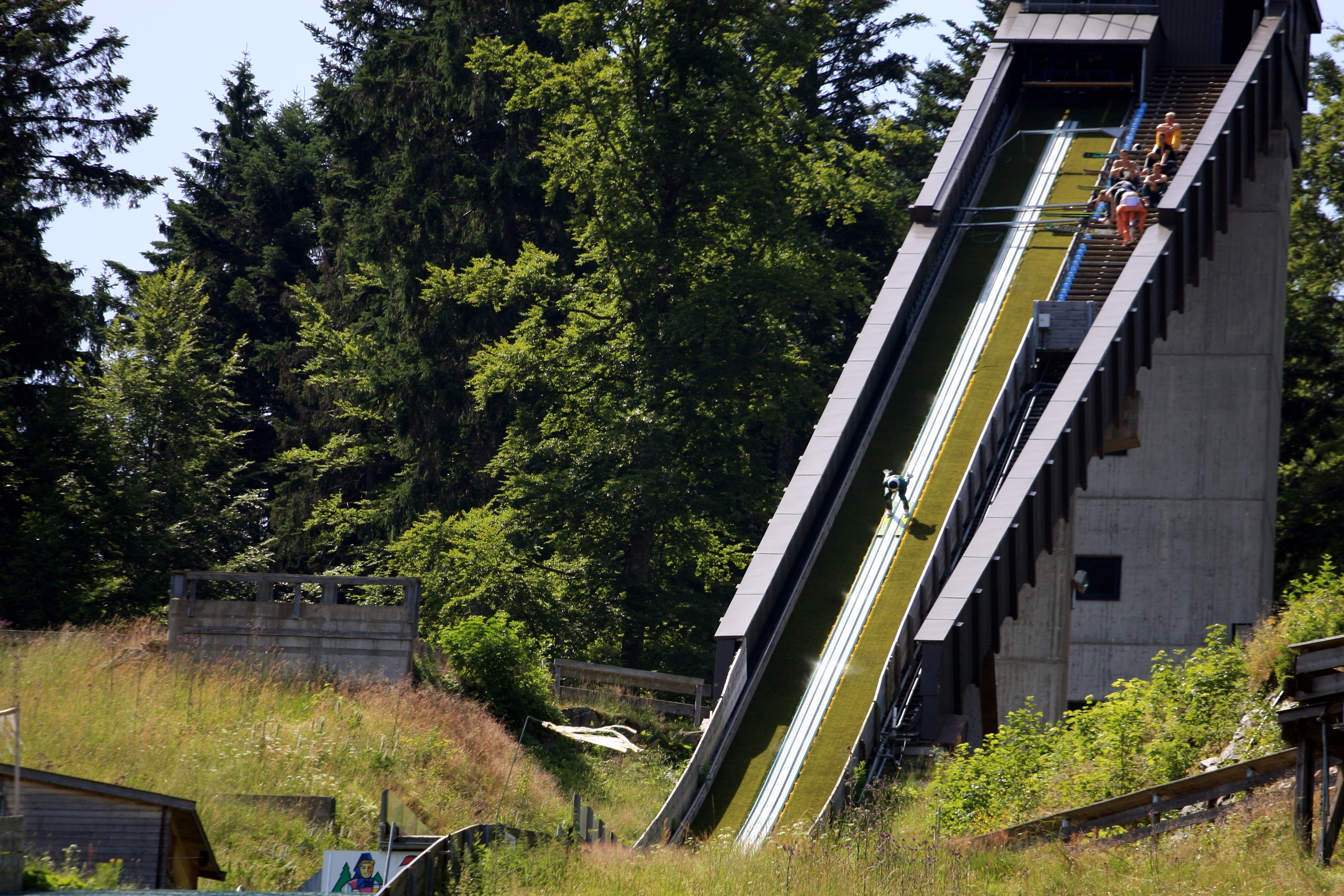
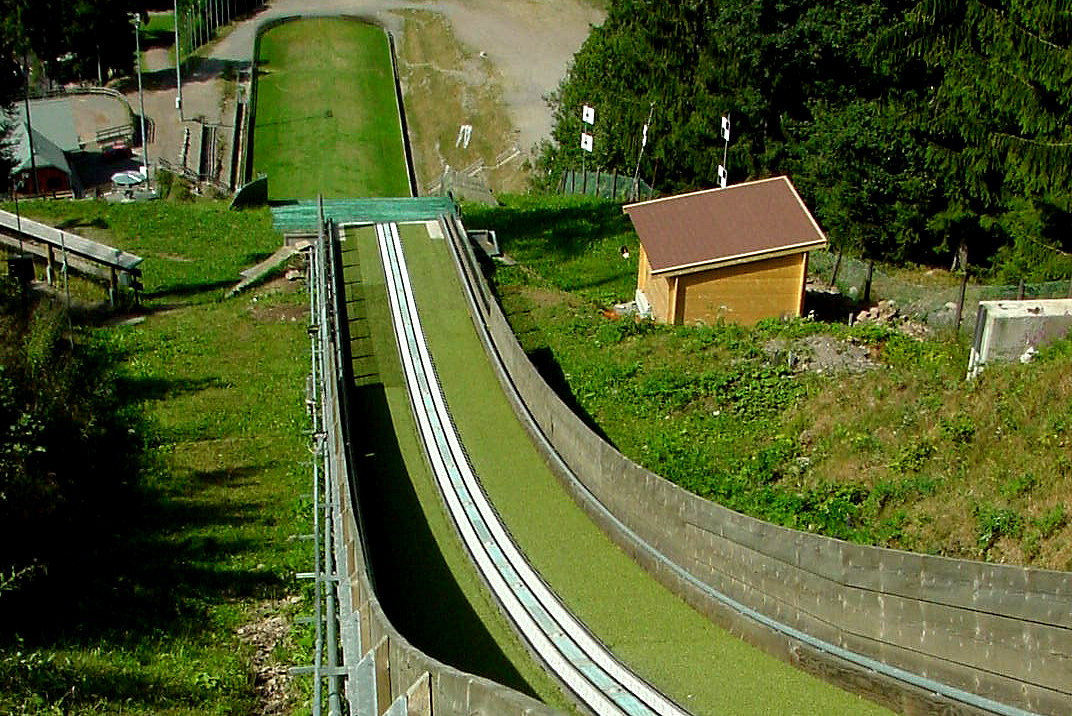
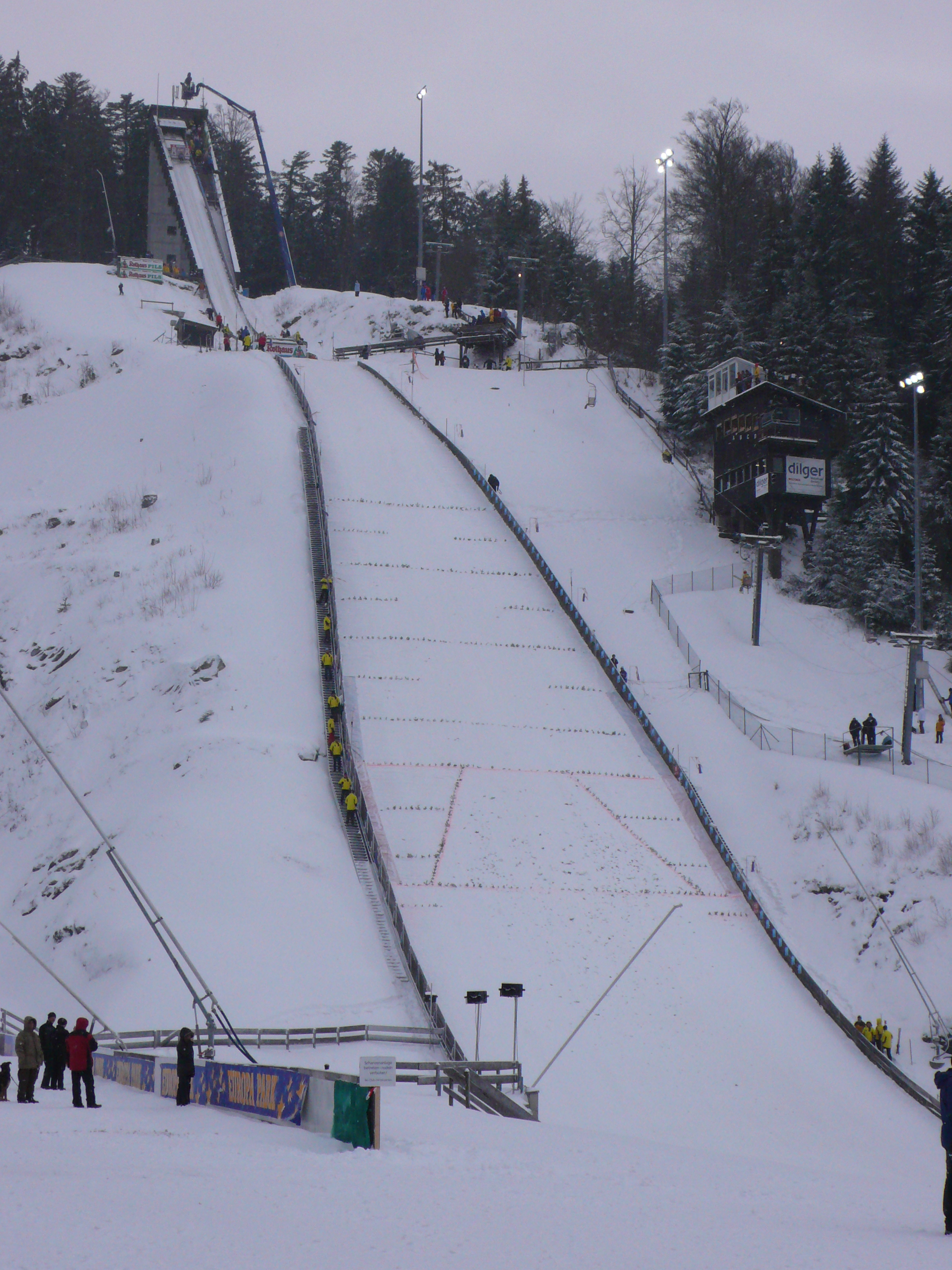
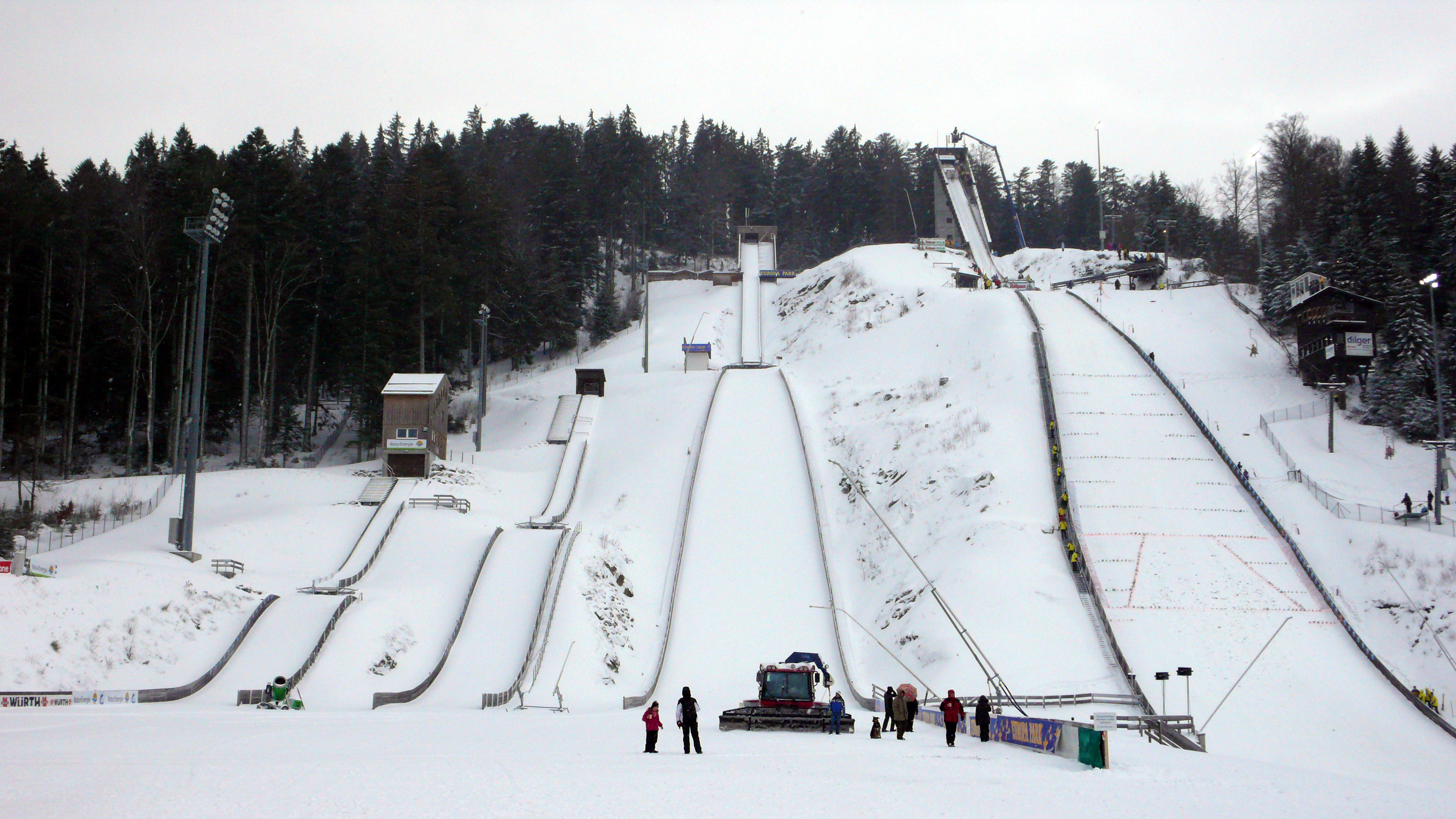